# Тіс (річка)
Тіс — притока річки Форт у Шотландії.
Тіс відомий завдяки рибному промислу, а також арковому мосту, що розташований у півмилі від Доуна. Міст було сконструйовано 1535 року Робертом Спітталом.
| Річка | Це незавершена стаття про річку. Ви можете допомогти проєкту, виправивши або дописавши її. |

56°08′ пн. ш. 3°59′ зх. д. / 56.133° пн. ш. 3.983° зх. д.